# Вільне срібло

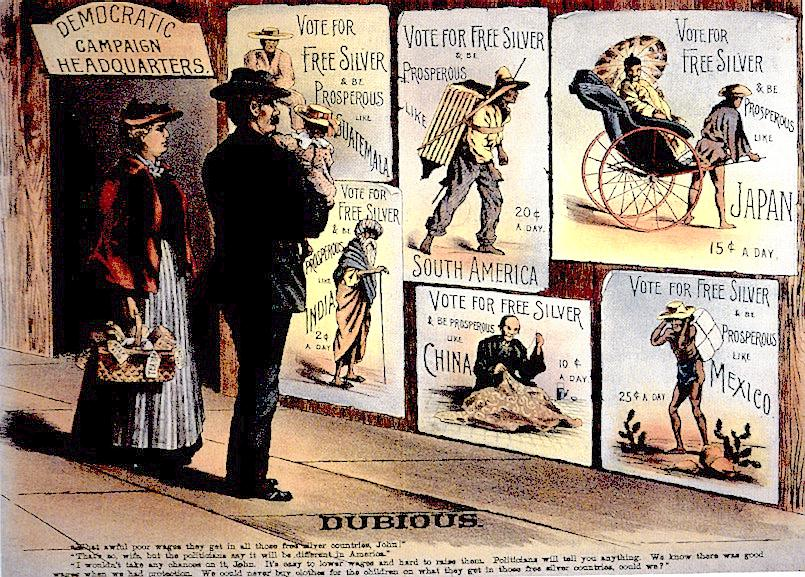
Плакат республіканської кампанії 1896 року, що атакує вільне срібло

Вільне срібло (англ. Free silver) було головним питанням економічної політики в Сполучених Штатах наприкінці 19 століття. Його прихильники виступали за експансіоністську монетарну політику, що передбачала необмежену переробку срібла в гроші на вимогу, на відміну від суворого дотримання більш ретельно фіксованої грошової маси, що неявно закладена в золотому стандарті. Вільне срібло дедалі більше асоціювалося з популізмом, профспілками та уявною боротьбою пересічних американців проти банкірів, монополістів та баронів-розбійників Позолоченої доби . Звідси їх і назвали «народними грошима».
Прихильники важливого місця срібла в біметалевій грошовій системі, що використовує як срібло, так і золото, так звані «срібляники», домагалися карбування срібних доларів у фіксованому ваговому співвідношенні 16 до 1 проти монет із золота. Оскільки фактичне співвідношення цін на ці два метали на той час було значно вищим на користь золота, більшість економістів застерігали, що карбування менш цінних срібних монет витіснить з обігу більш цінні золоті.
Хоча всі погоджувалися, що розширення грошової маси неминуче призведе до зростання цін, питання полягало в тому, чи буде ця інфляція корисною чи ні. Проблема досягла піку з 1893 по 1896 рік, коли економіка страждала від важкої депресії, що характеризувалася падінням цін (дефляцією ), високим рівнем безробіття в промислових районах та серйозними труднощами для фермерів. Це 11-те найбільше падіння в історії фондового ринку США.
Дебати про «вільне срібло» зіштовхнули прозолотий фінансовий істеблішмент Північного Сходу, разом із залізницями, фабриками та бізнесменами, які були кредиторами, що отримували вигоду від дефляції та погашення кредитів цінними золотими доларами, з фермерами, які виграли б від вищих цін на їхні врожаї та полегшення кредитного тягаря. Вільне срібло було особливо популярним серед фермерів Пшеничного поясу (західний Середній Захід) та Бавовняного поясу (глибокий Південь), а також серед золотошукачів на Заході. Воно мало мало підтримки серед фермерів на північному сході та Кукурудзяному поясі (східний Середній Захід).
Вільне срібло було центральним питанням для демократів на президентських виборах 1896 і 1900 років під керівництвом Вільяма Дженнінгса Браяна, відомого своєю промовою «Золотий хрест» на підтримку вільного срібла. Популісти також підтримали Брайана і вільне срібло в 1896 році, що ознаменувало фактичний кінець їхньої незалежності. На великих виборах вільне срібло постійно зазнавало поразки, і після 1896 року країна перейшла до золотого стандарту.
Дебати щодо срібла тривали з моменту прийняття Четвертого монетного закону 1873 року, який демонетизував срібло і був названий опонентами «Злочином 73-го року», до 1963 року, коли Закон про купівлю срібла 1934 року (також відомий як Виконавчий наказ 6814), який дозволяв Президенту і Міністерству фінансів регулювати обіг срібла в США, був повністю скасований Публічним законом 88-36.

## Визначення та пояснення

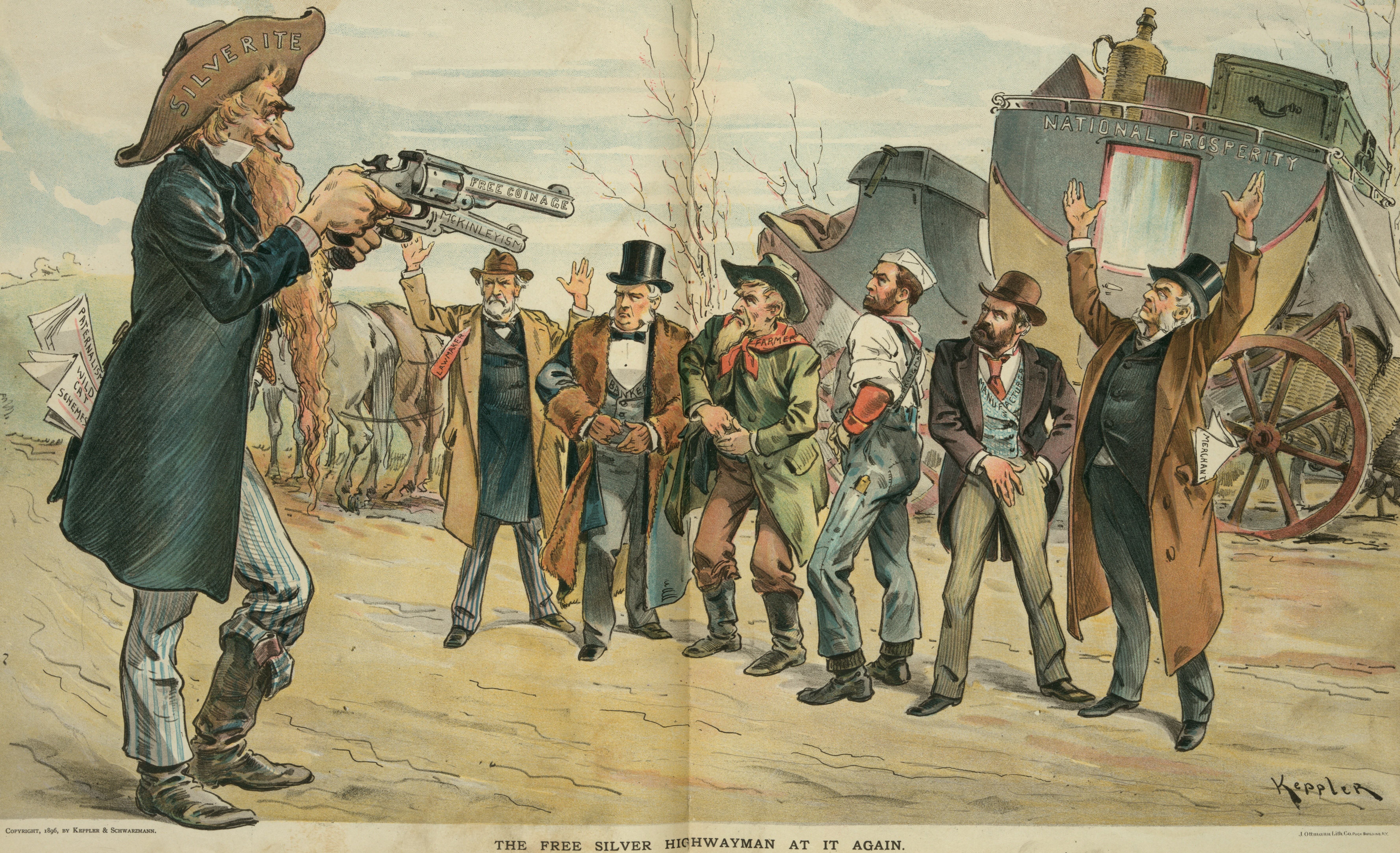
«Вільний срібний розбійник знову за своє» у 1896 році

За золотодевізного стандарту кожен, хто мав золоті злитки, міг віддати їх на зберігання на монетний двір, де вони перероблялися на золоті монети. За вирахуванням номінального сеньйоражу, який покривав витрати на переробку, монети виплачувалися вкладнику; це було вільне карбування золота за визначенням. Мета вільного руху срібла полягала в тому, щоб монетні двори приймали і переробляли срібні злитки за тим самим принципом, хоча ринкова вартість срібла в обігових монетах Сполучених Штатів була значно меншою від номінальної.
Як наслідок, грошова вартість срібних монет базувалася на державному фіаті, а не на товарній вартості їхнього вмісту, і це стало особливо актуальним після величезних срібних страйків на Заході, які ще більше знизили ціну на срібло. З того часу і до початку 1960-х років вміст срібла в американських десятицентовиках, четвертаках, півдоларах і срібних доларах становив лише частку від їхньої номінальної вартості. Вільне карбування срібла призвело б до збільшення грошової маси, що спричинило б інфляцію.

## Відповідь

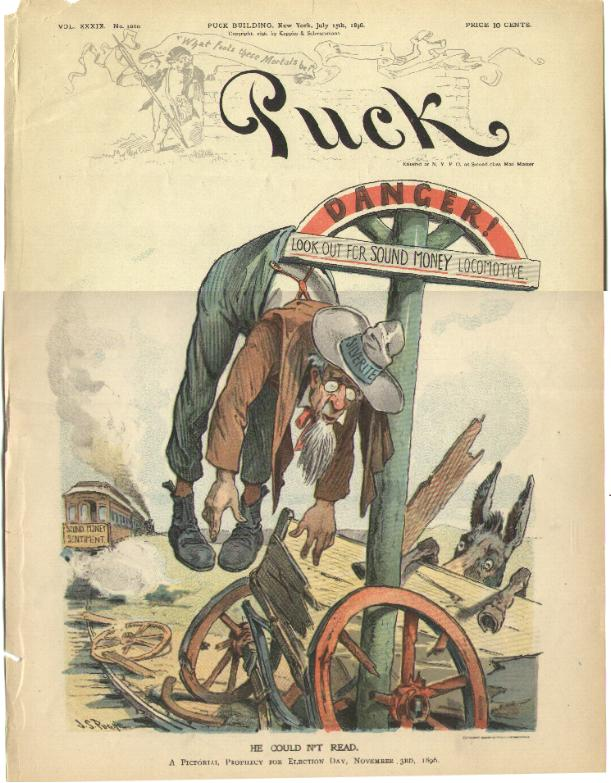
Карикатура з Пака, на якій зображено фермера, що займається сільверитом, та віслюка-демократа, чий віз був знищений локомотивом надійних грошей.

Багато популістських організацій виступали за інфляційну монетарну політику, оскільки вона дозволила б боржникам (часто фермерам, які мали іпотеку на свою землю) сплатити свої борги дешевшими, більш доступними доларами. Ті, хто постраждав би від цієї політики, були кредиторами, такими як банки та землевласники[1]. Найбільш активними та найбільш організованими прихильниками були власники срібних копалень (такі як Вільям Рендольф Герст) та робітники, а також західні штати та території загалом, оскільки більшість виробництва срібла у США базувалася саме там, і регіон мав велику кількість фермерів та ранчо, що мали великі борги[1].
За межами гірничодобувних штатів Заходу Республіканська партія рішуче виступала проти безкоштовного срібла,  стверджуючи, що найкращим шляхом до національного процвітання є «міцні гроші», або золото, яке є центральним елементом міжнародної торгівлі. Вони стверджували, що інфляція означає гарантоване підвищення цін для всіх та реальні прибутки головним чином для срібних виробників. У 1896 році сенатор Генрі М. Теллер з Колорадо спонукав багатьох західних республіканців вийти та створити третю партію, яка підтримувала кандидата в президенти від Демократичної партії Вільяма Дженнінгса Брайана, недовговічну Срібну республіканську партію .
Закон Шермана про купівлю срібла 1890 року, хоча й не досяг цілей щодо безкоштовного видобутку срібла , вимагав від уряду США купувати мільйони унцій срібла (що підвищувало ціну на метал і задовольняло виробників срібла) за гроші (що задовольняло фермерів та багатьох інших). Однак уряд США заплатив за ці срібні злитки золотими банкнотами — і фактично зменшив обсяг карбування срібних монет. Результатом стала «паніка» із золотих резервів Казначейства США, що було однією з багатьох причин паніки 1893 року та початку Великої депресії 1890-х років. Після повернення влади та початку паніки 1893 року Гровер Клівленд організував скасування закону, підготувавши ґрунт для ключового питання наступних президентських виборів. 

## Кульмінація

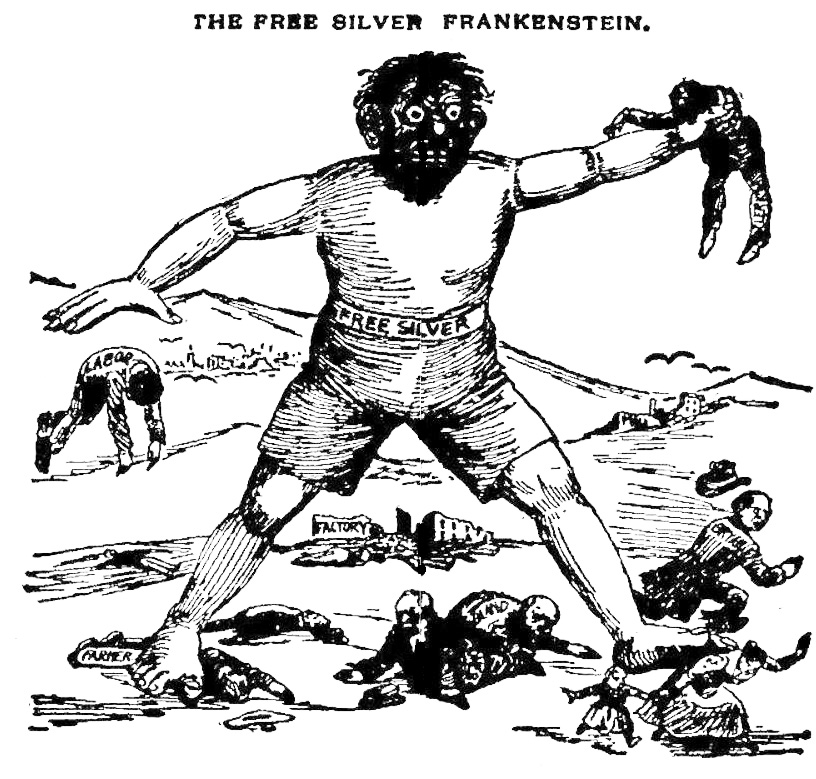
Редакційна карикатура 1896 року, яка прирівнює рух за вільне срібло до монстра Франкенштейна.

Популістська партія мала сильний елемент «вільного срібла». Її подальше об'єднання з Демократичною партією зрушило останню з підтримки золотого стандарту, що було відмінною рисою адміністрації Клівленда, до позиції вільного срібла, яку втілив кандидат у президенти 1896 року Вільям Дженнінгс Браян у своїй промові «Золотий хрест». Кандидатуру Брайана 1896 року підтримали популісти та «срібні республіканці», а також більшість демократів.
Питання полягало в тому, що підтримає американську валюту. Два варіанти були золото (яке хотіли «Золоті жуки» та Вільям Мак-Кінлі ) та срібло (яке хотіли Сільверіти та Браян). Незабезпечені паперові гроші (який хотіли отримати «зелені» банки ) представляв собою третій варіант. Четвертий варіант, валюта, забезпечена вартістю землі, пропагував сенатор Ліланд Стенфорд через кілька законопроектів Сенату, внесених у 1890–1892 роках, але завжди відхилявся Фінансовим комітетом Сенату. 

## Срібні братські ордени
Три братські організації стали відомими в середині 1890-х років і підтримали кампанію з видобутку срібла в 1896 році. Всі вони зникли після провалу кампанії.

### Список братських орденів срібноризців
- Федерація захисту срібла вільних людей (англ. Freemen's Protective Silver Federation) — заснована в 1894 році в Спокані, штат Вашингтон, наприкінці того ж року вона прийняла конституцію, статут і ритуал у Пуллмані, штат Вашингтон. Їхньою заявленою метою було «об'єднати друзів срібла під одним прапором для боротьби за білий метал і ведення війни проти золотої монополії». Як повідомляється, це було продовженням Національного ордену Відетів. Орден поширився через штати Тихоокеанського узбережжя і на схід до річки Міссурі. Наприкінці 1896 року він налічував до 800 000 членів, хоча Стівенс вважав це «екстравагантним». Тим не менше, не було жодних сумнівів щодо його популярності та впливу на захід від Скелястих гір під час кампанії 1896 року з роздачі безкоштовного срібла. Зобов'язання ордену були, як кажуть, «найбільш категоричними і обов'язковими», а юристам і банкірам заборонялося бути його членами.[13] На початку 1920-х років орден, вочевидь, припинив своє існування.[14]

- Срібні лицарі Америки (англ. Silver Knights of America) — заснований на початку 1895 року з метою проведення кампанії за безкоштовне срібло, зі штаб-квартирою у Вашингтоні, округ Колумбія, де він мав літературне бюро. Керівний орган, Верховний храм, був зареєстрований як акціонерне товариство з капіталом у 100 000 доларів. Сенатор В. М. Стюарт з Невади був президентом, Джеймс Пейт — віце-президентом, Олівер Сабін — секретарем, Джеймс А. Б. Річард — скарбником, а С. С. Йодер — генеральним директором. Багато відомих нинішніх і колишніх членів Палати представників були її членами. Організація була «проштовхнута одночасно» в Міссурі, Іллінойсі, Кентуккі та Арканзасі, звідки вона вторглася в райони з демократичною орієнтацією. Існувала жіноча гілка, «Срібні леді Америки», яка мала на меті «сильно розвинути соціальну функцію організації». Орден мав ритуал, емблеми, паролі та службу поховання. Орден припинив своє існування після 1896 року.[15]

- Патріоти Америки (англ. Patriots of America) — заснований наприкінці 1895 року Вільямом Гарві з метою організації безкоштовної роздачі срібла під час кампанії 1896 року. Офіцерами ордену були перший національний патріот Вільям Гарві, національний реєстратор Чарльз Макклюр з Мічигану та національний скарбник Джеймс Ф. Адамс з Мічигану. Очікувалося, що кожен штат також матиме Першого Патріота штату, і ці офіцери складуть Конгрес Патріотів. Кожен округ також повинен був мати Першого Патріота. "Перші Патріоти" національного рівня, рівня штату та округу повинні були скласти присягу, в якій відмовлялися будь-коли працювати на виборних чи призначуваних посадах або мати власність понад 100 000 доларів. Існувала допоміжна організація «Дочки Республіки», завданням якої було опікуватися бідними членами «Патріотів Америки». Орден не мав членських внесків і фінансувався за рахунок добровільних пожертвувань. Мета ордену полягала в тому, щоб схилити одну з партій до безкоштовної срібної платформи в 1896 році, а якщо це не вдасться, то запустити незалежний безкоштовний срібний квиток. Очікувалося, що кожні чотири роки орден проводитиме голосування, щоб визначити, яку справу та кандидата він підтримуватиме, однак після 1896 року орден припинив своє існування.[16] Штаб-квартира знаходилася в Чикаго.[17] «Безкоштовний срібний Джаббервок» у 1896 році

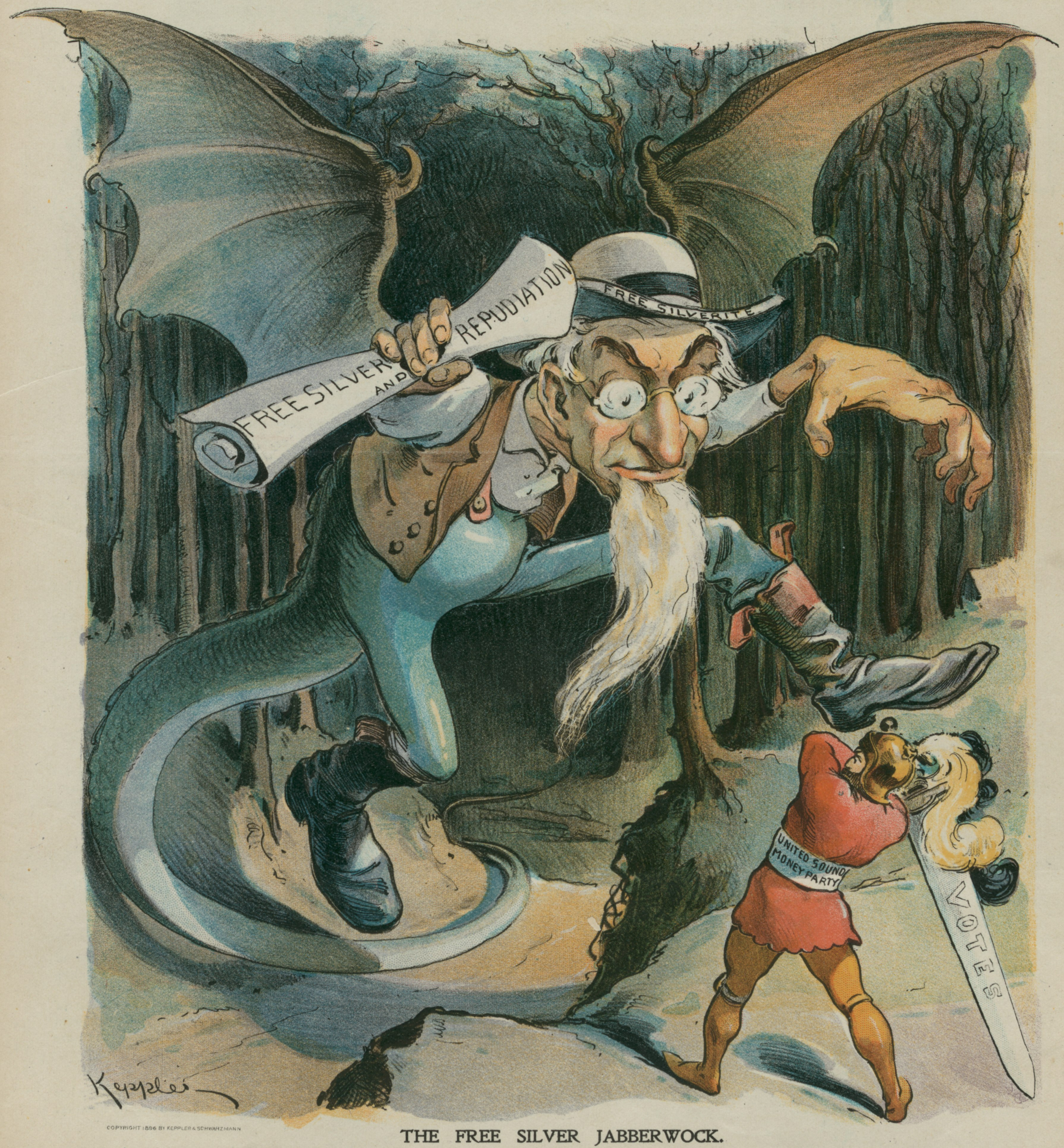
«Безкоштовний срібний Джаббервок» у 1896 році

## Результат
Міські виборці — особливо американці німецького походження — в переважній більшості відкинули ідею вільного срібла через переконання, що це призведе до економічної катастрофи, безробіття та підвищення цін. Багатогалузеві фермери Середнього Заходу і Сходу також виступали проти, але бавовняні фермери на Півдні і пшеничні фермери на Заході з ентузіазмом сприйняли ідею вльного срібла. У 1900 році Брайан знову спробував підняти це питання, але програв з великим відривом, і коли він відмовився від нього, монета вийшла з обігу. Наступні спроби відновити випуск не мали успіху.

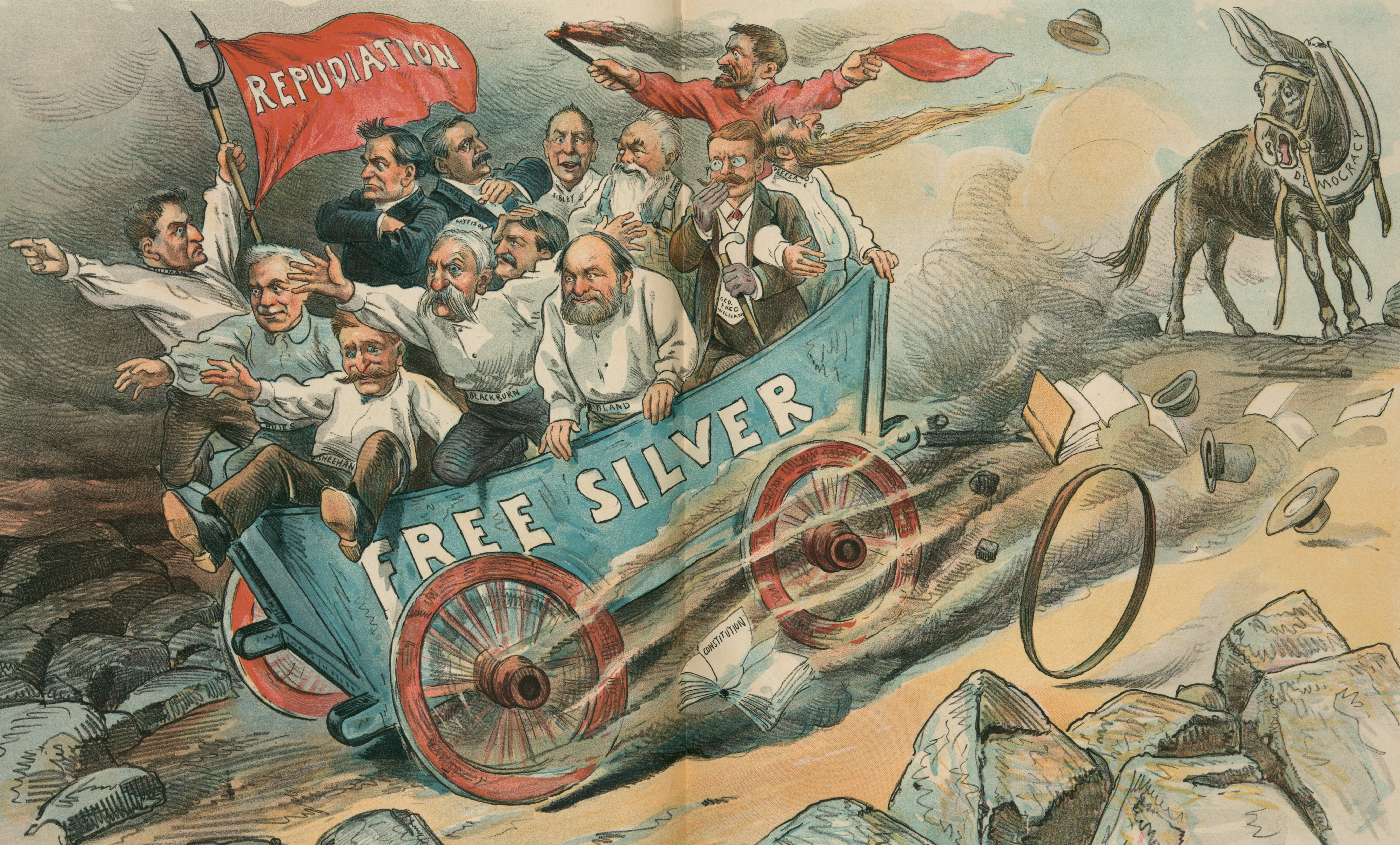
Під назвою «Рух вниз по схилу» Сі Джей Тейлора, 1896 рік

## Символізм
Вільне срібло дедалі більше асоціювалося з популізмом, профспілками та боротьбою простих американців проти банкірів, залізничних монополістів та баронів-розбійників епохи капіталізму Позолоченої доби, і його називали «народними грошима» (на відміну від валюти на основі золота, яку популісти зображували як гроші «експлуатації» та «гноблення»). Популярна брошура Вільяма Г. Гарвея «Фінансова школа Коіна», видана після паніки 1893 року, ілюструвала «відновлювальні» властивості срібла; через девальвацію валюти знову відкривалися закриті фабрики, знову запалювалися темні печі тощо. Але прогресивний активіст Генрі Демарест Ллойд дотримувався різкої критичної точки зору, пишучи: «Рух за вільне срібло — це підробка. Вільне срібло — це коров’ячий птах руху за реформи. Він чекав, поки гніздо буде побудоване жертвами та працею інших, а потім відкладав у ньому власні яйця, виштовхуючи інші, які лежать розбиті на землі». 

## Закон про купівлю срібла 1934 року
У 1934 році прийняття Закону про купівлю срібла відродило дебати, викликані скасуванням Гровером Клівлендом у 1893 році Закону Шермана про купівлю срібла 1890 р.[1] Новий закон надав президенту США та президенту США і міністру фінансів США повноваження купувати срібло, випускати срібні сертифікати, а також націоналізувати американські шахти[2][1] Закон також передбачав 50-центовий податок на прибуток від передачі срібних злитків і фінансування «Срібної податкової марки»[1][2] Після прийняття закону Казначейство США виплачувало Казначейство США заплатило за срібло значно більше, ніж у 1934 році, досягнувши очікуваного результату, піднявши ціну на срібло з 45 центів до 81 цента за унцію.[1] Однак, надруковані марки на податкових марках на срібло, які варіювалися від 1 цента до 1000 доларів, також створили проблему для вільного срібла, що перебувало у державній власності. [1] Це були марки, що прикріплювалися до передавальних меморандумів, щоб засвідчити сплату податку на срібло.[3] У 1943 році надпечатки було припинено, а Закон про купівлю срібла від 1934 року буде повністю скасовано у 1963 році[1].

## Подальше читання
- Coletta, Paolo E. "Greenbackers, Goldbugs, and Silverites: Currency Reform and Politics, 1860-1897," in H. Wayne Morgan (ed.), The Gilded Age: A Reappraisal. Syracuse, NY: Syracuse University Press, 1963; pp. 111–139.
- Kazin, Michael. A Godly Hero: The Life of William Jennings Bryan (2007)
- Gramm, Marshall. "The Free Silver Movement in America: A Reinterpretation," Journal of Economic History, vol. 64, no. 4 ( Dec 2004), pp. 1108–1129.
- Ritter, Gretchen. Goldbugs and Greenbacks: The Antimonopoly Tradition and the Politics of Finance in America. (1997)
- Rockoff, Hugh. "The 'Wizard of Oz' as a monetary allegory," Journal of Political Economy, vol. 98, no. 4 (Aug. 1990), pp. 739–60 in JSTOR
- Wells, Wyatt. "Rhetoric of the Standards: The Debate over Gold and Silver in the 1890s," Journal of the Gilded Age and Progressive Era, (Jan. 2015) 14#1 pp. 49–68.
- Weiss, Colin. 2019. "Contractionary Devaluation Risk: Evidence from the Free Silver Movement, 1878-1900." The Review of Economics and Statistics
- Williams, R. Hal. Realigning America: McKinley, Bryan, and the Remarkable Election of 1896. Lawrence, KS: University Press of Kansas, 2010.

## Зовнішні посилання
- The Money Question of the 51st Congress: Speeches before the 51st Congress (1889–1891) regarding "free silver", digitized and available on FRASER
- The Money Question of the 52nd Congress: Speeches before the 52nd Congress (1891–1893) regarding "free silver", digitized and available on FRASER
- The Money Question of the 53rd Congress: Speeches before the 53rd Congress (1893–1895) regarding "free silver", digitized and available on FRASER
- Free silver cartoons from Judge
- Тексти за темою Free Silver and Annexation у Вікіджерелах
- Тексти за темою Honest Money and Honesty у Вікіджерелах
- Тексти за темою Popular Science Monthly, September 1893—Why Silver Ceases to Be Money у Вікіджерелах
- Тексти за темою Coinage of Silver, 1934 у Вікіджерелах

## Виноски
1. ↑  Charles Hoffmann, "The Depression of the Nineties," Journal of Economic History (1956). Vol. 16, No. 2) 16 (2): 137–164. in JSTOR [Архівовано 2023-10-08 у Wayback Machine.]
2. ↑  What Prior Market Crashes Can Teach Us About Navigating the Current One. Morningstar, Inc. (англ.). Архів оригіналу за 5 квітня 2023. Процитовано 14 липня 2020.
3. 1 2 3 4 5  Roark, James L.; Johnson, Michael P.; Furstenburg, Francois; Cline Cohen, Patricia; Hartmann, Susan M.; Stage, Sarah; Igo, Sarah E. (2020). Chapter 18 The Gilded Age: 1865–1900. The American Promise: A History of the United States (Kindle). Т. Combined Volume (вид. Value Edition, 8th). Boston, MA: Bedford/St. Martin's. Kindle Locations 13951–13983. ISBN 978-1319208929. OCLC 1096495503.
4. ↑  Roark, James L.; Johnson, Michael P.; Furstenburg, Francois; Cline Cohen, Patricia; Hartmann, Susan M.; Stage, Sarah; Igo, Sarah E. (2020). Chapter 18 The Gilded Age: 1865–1900. The American Promise: A History of the United States (Kindle). Т. Combined Volume (вид. Value Edition, 8th). Boston, MA: Bedford/St. Martin's. Kindle Locations 13951–13983. ISBN 978-1319208929. OCLC 1096495503.
5. ↑  Williams, 1910
6. ↑  73rd United States Congress (19 червня 1934). Chapter 674: An Act To authorize the Secretary of the Treasury to purchase silver, issue silver certificates, and for other purposes (PDF). The Statutes at Large of the United States of America from March 1933 to June 1934 (PDF). Т. 48. United States Government Printing Office. с. 1178—1181. OCLC 50860124. Архів оригіналу (PDF) за 18 серпня 2020.
7. ↑  Streeter, W. J. (6 грудня 2012). The Silver Mania: An Exposé of the Causes of High Price Volatility of Silver (англ.). Springer Science & Business Media. ISBN 978-94-009-6435-8.
8. ↑  Walter T. K. Nugent, Money and American Society, 1865–1880 (1968)
9. ↑  Milton Friedman, "Bimetallism Revisited", Journal of Economic Perspectives Vol. 4, No. 4 (Autumn, 1990), pp. 85–104 in JSTOR [Архівовано 2017-02-20 у Wayback Machine.]
10. ↑  Roark, James L.; Johnson, Michael P.; Furstenburg, Francois; Cline Cohen, Patricia; Hartmann, Susan M.; Stage, Sarah; Igo, Sarah E. (2020). Chapter 18 The Gilded Age: 1865–1900. The American Promise: A History of the United States (Kindle). Т. Combined Volume (вид. Value Edition, 8th). Boston, MA: Bedford/St. Martin's. Kindle Locations 13951–13983. ISBN 978-1319208929. OCLC 1096495503.
11. ↑  Cross of Gold speech | Summary, Meaning, Audio, & Facts. Encyclopedia Britannica (англ.). Архів оригіналу за 8 березня 2021. Процитовано 11 березня 2021.
12. ↑  
Congress, United States (1890). Congressional Record, 51 Congress, 1 Sess.: 2068-2069, March 3, 1890. Процитовано 7 серпня 2017.
13. ↑  Stevens, Albert C. The Cyclopædia of Fraternities; a compilation of existing authentic information and the results of an original investigation as to more than six hundred secret societies in the United States New York City, Paterson, N.J., Hamilton printing and publishing company p.301
14. ↑  Preuss, Arthur A Dictionary of Secret and Other Societies St. Louis: B. Herder Book Co. 1924 p.137
15. ↑  Stevens p.322
16. ↑  Stevens p.321
17. ↑  Stevens p.322
18. ↑  Russell L. Mahan, "William Jennings Bryan and the Presidential Campaign of 1896". White House Studies (2003). 3 (1): 41. doi:10.2307/1917933. JSTOR 1917933.